# Rider Strong

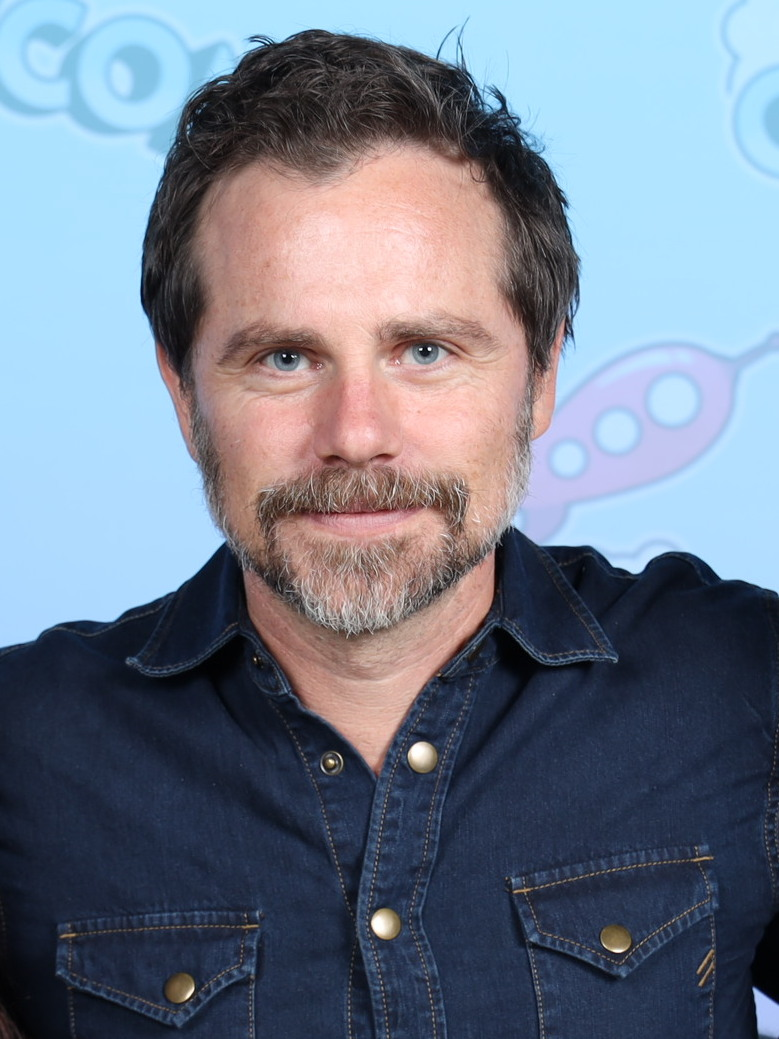
Rider Strong (2023)

Rider King Strong (* 11. Dezember 1979 in San Francisco, Kalifornien) ist ein US-amerikanischer Schauspieler.

## Leben
Rider Strong wuchs in einer Familie auf, die bereits im Showbusiness involviert war. Seine Eltern King Strong und Lin Warner besitzen eine eigene Produktionsfirma, sein Bruder Shiloh ist ebenfalls Schauspieler.
Große Bekanntheit erlangte er durch die Sitcom Das Leben und Ich, in der er die Hauptrolle des Shawn Hunter an der Seite von Ben Savage spielte, durch die er zu einem Teenager-Idol wurde. Nachdem 2000 die Serie nach sieben Jahren Laufzeit eingestellt worden war, widmete er sich verstärkt seiner Schulausbildung. Daneben spielte er in einigen Filmen mit, darunter 2001 in Heimlicher Pakt (The Secret Pact) an der Seite von Adam Frost.
2004 beendete er sein Studium an der Columbia University mit der Bestnote magna cum laude. 1998 hat er einen Gedichtband mit dem Titel On the Impulse veröffentlicht.
Rider Strong ist seit 2013 mit der Schauspielerin Alexandra Barreto verheiratet, welche er 2006 am Set der kurzlebigen Serie Pepper Dennis kennengelernt hatte. Am 28. Dezember 2014 wurde der gemeinsame Sohn geboren.

## Filmografie (Auswahl)
- 1991: Sehnsucht ohne Grenzen
- 1992: Julie (Fernsehserie, 7 Folgen)
- 1992: Hör mal, wer da hämmert (Home Improvement, Fernsehserie, Folge 2x06)
- 1993: Im Bann des Zweifels (Benefit of the Doubt)
- 1994: Summertime Switch – Chaos im Feriencamp (Summertime Switch, Fernsehfilm)
- 1993–2000: Das Leben und Ich (Boy Meets World, Fernsehserie, 158 Folgen)
- 1996: Party of Five (Fernsehserie, 2 Folgen)
- 1999: Practice – Die Anwälte (The Practice, Fernsehserie, 2 Folgen)
- 1999–2000: Starship Troopers (Roughnecks: Starship Troopers Chronicles, Fernsehserie, 12 Folgen, Stimme)
- 1999: Heimlicher Pakt (The Secret Pact)
- 2002: Cabin Fever
- 2002: Criminal Intent – Verbrechen im Visier (Law & Order: Criminal Intent, Fernsehserie, Folge 2x08 Das Attentat)
- 2005: Kim Possible – Der Film: Invasion der Roboter (Kim Possible Movie: So the Drama, Fernsehfilm, Stimme)
- 2006: Pepper Dennis (Fernsehserie, 13 Folgen)
- 2006: Veronica Mars (Fernsehserie, Folge 3x02 Das Experiment)
- 2007: Borderland
- 2007: Bones – Die Knochenjägerin (Bones, Fernsehserie, Folge 3x05 Echte Mumien im künstlichen Spuk)
- 2007: Tooth and Nail
- 2008: Pulse 3 (Pulse 3: Invasion)
- 2009: Cabin Fever 2 (Cabin Fever 2: Spring Fever)
- 2009: Castle (Fernsehserie, Folge 2x11 Die fünfte Kugel)
- 2010: Your Lucky Day (Kurzfilm)
- 2014–2017: Das Leben und Riley (Girl Meets World, Fernsehserie, 7 Folgen)
- 2015: Too Late
- 2015–2019: Star gegen die Mächte des Bösen (Star vs. the Forces of Evil, Fernsehserie, 27 Folgen, Stimme)

## Auszeichnungen
- 1994: Nominierung für den Young Artist Award in der Kategorie Bester Komiker für Das Leben und Ich
- 1997: Nominierung für den Young Artist Award in der Kategorie Bester Nebendarsteller in einer Fernsehserie (Comedy oder Drama) für Das Leben und Ich
- 2000: Kids’ Choice Award in der Kategorie Favorite Television Friends für Das Leben und Ich